# Железнодорожная линия Тукумс II — Елгава
Железнодорожная линия Тукумс II — Елгава — железнодорожная линия протяжённостью 56 километров. Соединяет города Тукумс и Елгава. Проходит по территории Тукумского, Добельского и Елгавского краёв.

## История
Линия построена в 1904 году Обществом Московско-Виндаво-Рыбинской железной дороги как часть Московско-Виндавской железной дороги. До прекращения пассажирских перевозок на линии в 1998 году по ней курсировал поезд маршрута Рига — Елгава — Вентспилс. После 1998 года линия используется только для грузовых перевозок.

## Станции и остановочные пункты
| Километраж | Наименование  | Код    | Местонахождение |
| ---------- | ------------- | ------ | --------------- |
| 0,0        | ст. Тукумс II | 097504 | г. Тукумс       |
| 17,0       | ст. Слампе    | 097720 |                 |
| 36,4       | ст. Ливберзе  | 097646 |                 |
| 56,0       | ст. Елгава    | 091809 | г. Елгава       |

## Закрытые станции и остановочные пункты
| Километраж | Наименование | Код    | Местонахождение |
| ---------- | ------------ | ------ | --------------- |
| 11,0       | о.п. Правини | 097716 |                 |
| 22,1       | о.п. Джуксте | 097631 |                 |
| 26,3       | о.п. Апшупе  | 097627 |                 |
| 42,9       | о.п. Бракшки | 097612 |                 |
| 48,4       | о.п. Свете   |        |                 |